# La figlia degli Dei
La figlia degli Dei (A Daughter of the Gods) è un film muto del 1916 diretto da Herbert Brenon. È noto per la scena di nudo girata presso una cascata d'acqua dalla protagonista, Annette Kellerman, una famosissima nuotatrice australiana che diventò una stella del cinema muto. Non si conoscono copie ancora esistenti del film che viene considerato perduto.
Fu il film d'esordio per J. Roy Hunt, direttore della fotografia.

## Trama
Il sultano vive con amarezza la morte per annegamento di suo figlio Omar. Tanto da giungere, anni dopo, a un accordo con la Strega del Male, promettendole di aiutarla a distruggere Anitia, una bellissima fanciulla misteriosa, se lei riporterà in vita in principe.
Nell'harem del sultano, intanto, arriva una nuova bellezza, Zarrah. La donna è la figlia di uno sceicco arabo che trama contro il sultano. Il principe Omar appare in riva al mare e Anitia, presa prigioniera, viene portata a palazzo. Tra le donne dell'harem, la giovane spicca per la sua bellezza e, quando danza, provoca la gelosia di Zarrah, che si accorge che il sultano è attratto dalla ragazza. Così la chiude in una torre. Ma Anitia riesce a fuggire, tuffandosi in mare.
Ripresa dalle guardie, Anitia sta per essere giustiziata ma Omar giunge in suo soccorso, salvandola. Buttata in mare, Anitia raggiunge la terra degli Gnomi, che la proteggono. Lì, viene a sapere che Zarrah ha ucciso il sultano e sta istigando il popolo contro Omar. Gli Gnomi, guidati da Anitia, corrono in aiuto del principe, ma nel trambusto generale, Omar uccide incidentalmente la donna che ama. Rifiutandosi di cedere alla passione di Zarrah, Omar viene pugnalato dalla donna respinta. Nella morte, la sua anima si ricongiunge con l'amata Anitia.

## Produzione
Il film fu prodotto dalla Fox Film Corporation e fu girato in Giamaica, a Kingston. Il budget della pellicola è stimato a un milione di dollari; fu la prima volta che un film statunitense arrivava a una cifra simile.

## Distribuzione
Distribuito dalla Fox Film Corporation, il film uscì nelle sale statunitensi il 17 ottobre 1916; ne fu fatta una riedizione presentata sul mercato americano il 2 dicembre 1917. In Italia, il film venne distribuito nel 1920 dalla società Cardez, in Finlandia uscì il 4 dicembre 1922.

### Censura
La censura italiana decise di eliminare tutte le scene in cui si vede Anitia ed altre numerose figure di donne completamente nude o troppo succintamente vestite.